# Альфонс Бореллі
Альфонс Луї Ніколя Бореллі (фр. Alphonse Louis Nicolas Borrelly 8 грудня 1842 — 28 лютого, 1926), французький астроном.
| Відкриті астероїди | Відкриті астероїди |
| ------------------ | ------------------ |
| 99 Dike            | 28 травня, 1868    |
| 110 Lydia          | 19 квітня, 1870    |
| 117 Lomia          | 12 вересня, 1871   |
| 120 Lachesis       | 10 квітня, 1872    |
| 146 Lucina         | 8 червня, 1875     |
| 157 Dejanira       | 1 грудня, 1875     |
| 171 Ophelia        | 13 січня, 1877     |
| 172 Baucis         | 5 лютого, 1877     |
| 173 Ino            | 1 серпня, 1877     |
| 198 Ampella        | 13 червня, 1879    |
| 233 Asterope       | 11 травня, 1883    |
| 240 Vanadis        | 27 серпня, 1884    |
| 246 Asporina       | 6 березня, 1885    |
| 268 Adorea         | 8 червня, 1887     |
| 308 Polyxo         | 31 березня, 1891   |
| 322 Phaeo          | 27 листопада, 1891 |
| 369 Aeria          | 4 липня, 1893      |
| 394 Arduina        | 19 листопада, 1894 |

Працював в Марселі, він виявив астероїди та комети.
Він виявив періодичну комету 19P/Borrelly.
Астероїд 1539 Борреллі був названий на його честь.